# وزير السياحة
وزير السياحة هو رئيس الجهة الحكومية التي تختص في مجال السياحة والترفيه أو الثقافة. يهتم الوزير بالبقع السياحية والمناطق السياحية في البلد والمحافظة عليها والاهتمام بها، ويهتم أيضاً بالتراث القديم والآثار القديمة والمحافظة عليها.